# Dasylophia obscura
Dasylophia obscura är en fjärilsart som beskrevs av Paul Dognin 1911. Dasylophia obscura ingår i släktet Dasylophia och familjen tandspinnare. Inga underarter finns listade i Catalogue of Life.